# Wierna rzeka (film 1983)
Artykuł ten został zgłoszony do umieszczenia na stronie głównej w rubryce „Czy wiesz”.
Pomóż nam go sprawdzić: oceń zgłoszoną nominację.
Wierna rzeka – polski melodramat historyczny z 1983 roku w reżyserii Tadeusza Chmielewskiego, na podstawie powieści Stefana Żeromskiego. Jest to trzecia z kolei filmowa adaptacja tej powieści, po Roku 1863 (1922) Edwarda Puchalskiego oraz filmie Leonarda Buczkowskiego (1936).

## Fabuła
Akcja filmu rozpoczyna się w 1863 roku podczas powstania styczniowego. Ciężko ranny książę Józef Odrowąż, wśród stosu powstańczych trupów, ucieka z pola bitwy. Spotkawszy się z szyderstwem chłopów (oskarżających powstańców o narażanie chłopstwa na szykany ze strony Rosjan), rzuca się do rzeki i trafia do zniszczonego dworu, gdzie mieszka młoda szlachcianka Salomea Brynicka – córka zarządcy majątku, który walczył niegdyś w powstaniu listopadowym. Dziewczynę otacza opieką stary służący Szczepan. 
Dwór jest regularnie przeszukiwany przez kozackie patrole, lecz carski kapitan Wiesnicyn, choć odkrywa ślady obecności powstańca, w geście wielkoduszności decyduje się nie donieść o ukrywaniu Odrowąża przez Salomeę i Szczepana. Gdy tylko Wiesnicyn opuszcza dwór, Salomea zaczyna pałać odwzajemnionym uczuciem do ocalonego powstańca. Za ukrywanie księcia Rosjanie prześladują wieś; powieszony zostaje sołtys, chłopi są batożeni. Na dodatek dwór nawiedza oddział agresywnych, zgłodniałych powstańców, którzy posiliwszy się, szybko uchodzą. Od lekarza weterynarii Salomea dowiaduje się, że w rany księcia Odrowąża wdała się gangrena. Salomea z narażeniem życia śpieszy do doktora Kulewskiego, który zgadza się operować Józefa i wyciągnąć kulę, oczekując w zamian usługi seksualnej od zleceniodawczyni; gdy Salomea szybko rozbiera się przed Kulewskim, onieśmielony lekarz szybko opuszcza dwór.
Józef powoli zaczyna dochodzić do siebie. Do dworu przyjeżdża komisarz Rządu Narodowego, Hubert Olbromski wraz z adiutantem. Olbromski wdaje się w zażartą dyskusję z Odrowążem na temat dalszych planów powstańczych. Na ich trop wpada jednak Wiesnicyn, którego oddziały przeprowadzają obławę na dwór i zabijają Olbromskiego oraz adiutanta. Wiesnicyn odkrywa w sieczce spalonej stodoły Józefa i zleca spalenie dworu. Domyśliwszy się jednak romansu powstańca z Salomeą, kapitan daruje mu życie.
Z nadejściem wiosny do dworu przyjeżdża księżna Odrowążowa, wezwana przez Szczepana. Matka zabiera syna, obiecując, że wyjazd za granicę pozwoli mu dołączyć do tworzących się tam oddziałów powstańczych. Salomea wyznaje księżnej swoje uczucie do jej syna. Ta daje jej sakiewkę z złotymi dukatami. Zrozpaczona Salomea wrzuca pieniądze do rzeki i mdleje. Szczepan podnosi nieprzytomną dziewczynę.

## Obsada
Źródło: Filmpolski.pl
- Małgorzata Pieczyńska – Salomea Brynicka
- Olgierd Łukaszewicz – Józef Odrowąż
- Franciszek Pieczka – Szczepan
- Maria Homerska – księżna Odrowążowa
- Henryk Bista – doktor Kulewski
- Henryk Machalica – major kozacki
- Jerzy Turek – sołtys
- Wojciech Wysocki – kapitan Wiesnicyn
- Tomasz Zaliwski – Hubert Olbromski
- Jan Jurewicz – Kruk
- Tadeusz Kożusznik – lokaj Dominik
- Jacek Domański – porucznik Bykow
- Stanisław Zatłoka – powstaniec
- Irena Burawska – kobieta z wodą

## Produkcja
Pierwsze dwie międzywojenne adaptacje filmowe Wiernej rzeki, Rok 1863 (1922) Edwarda Puchalskiego oraz Wierna rzeka (1936) Leonarda Buczkowskiego, były uznawane za nieudane. O jakości adaptacji Buczkowskiego, opartej na scenariuszu Anatola Sterna, świadczyła recenzja Stefanii Zahorskiej opisująca tamten film jako wytwór „filmowego groszoroba” i „idiotyczną sztampę”. Z kolei Wierna rzeka w okresie istnienia Polskiej Rzeczypospolitej Ludowej sprawiała trudności decydentom, którzy ze względu na podteksty polityczne (portretowanie Rosjan w złym świetle) byli niechętni dopuszczeniu powieści Stefana Żeromskiego do ekranizacji kinowej. W 1961 roku Stanisław Lenartowicz planował nakręcić film w oparciu o scenariusz Aleksandra Ścibora-Rylskiego – bez powodzenia. W latach 70. nakręcenie powieści rozważał Andrzej Wajda, później także Edward Żebrowski i Julian Dziedzina, lecz plany te nie zostały skonkretyzowane.
Na początku lat 80. projektem adaptacji Wiernej rzeki zainteresował się Tadeusz Chmielewski, który napisał scenariusz wraz z żoną Haliną Chmielewską. Scenariusz zachował znaczną większość fabuły powieści, dialogi zostały jednak skrócone i uwspółcześnione,  a wątki skondensowane. Główną zmianą w scenariuszu Chmielewskich było niedopowiedzenie książęcości Odrowąża, co podtrzymywało napięcie między Józefem a Salomeą. Scenariusz został dopuszczony do realizacji na fali porozumień sierpniowych z 1980 roku, lecz zdjęć nie udało się rozpocząć przed ogłoszeniem stanu wojennego. Pierwotnie przeznaczona do roli Salomei Maria Gładkowska (uciekła z kraju) została zastąpiona studentką Państwowej Wyższej Szkoły Teatralnej, Małgorzatą Pieczyńską. Cenzorzy naciskali, żeby film wyeksponował wątek romansowy zamiast historycznego i zredukował akcenty antyrosyjskie (w domyśle antyradzieckie).
Film kręcono w okolicach Sulejowa nad rzekami: Pilicą i Czarną oraz we wsiach: Talar, Dobra i Dąbrowa nad Czarną. Prace nad filmem były kilkakrotnie przerywane i tylko dzięki determinacji reżysera film ukończono w maju 1983 roku. Wierna rzeka nie doczekała się nawet komisji kolaudacyjnej i została objęta zakazem rozpowszechniania. W 1984 roku Chmielewski wymógł kolaudację, która zakończyła się uzyskaniem najwyższej oceny artystycznej i rekomendacją wypuszczenia filmu na ekrany. Władze komunistyczne jednak się na to nie odważyły, ponieważ Chmielewski nie zmodyfikował materiału filmowego w zakresie wymaganym przez cenzurę. Dopiero w lutym 1987 roku odbyły się pierwsze zamknięte pokazy filmu Chmielewskiego, a wiceminister kultury Jerzy Bajdor ugiął się pod presją kolejnej komisji kolaudacyjnej, aby wszcząć rozpowszechnianie filmu. Na potrzeby dystrybucji Wiernej rzeki wykonano 66 kopii taśmy filmowej. Premiera Wiernej rzeki odbyła się 31 sierpnia 1987 roku. 

## Odbiór
Maciej Pawlicki na łamach „Filmu” chwalił małżeństwo Chmielewskich za odważne zmiany względem literackiego pierwowzoru: „Chmielewscy w sposób zdumiewająco udany przetłumaczyli na język filmu wszystkie wartości powieści Żeromskiego. A uciekli od wszystkich jej wad i manieryzmów. Przystosowali do potrzeb i mentalności współczesnego widza, żadnej z wartości nie gubiąc”. Zdaniem Pawlickiego powieściowa Salomea w filmowej reinterpretacji Pieczyńskiej z „dziewczęcia naiwnego” przerodziła się w „polską, bolesną heroinę”, a Wysocki stworzył niejednoznaczną kreację „bogatego w półtony, dojrzałego i przejmującego” Wiesnicyna. W utworze Chmielewskich „patos powstańczej chwały i klęski przeplata się z gorzkim, tragicznym wyrzutem narodowego sumienia”. Tadeusz Lubelski w Historii kina polskiego zauważył, że w porównaniu z pierwowzorem Żeromskiego Chmielewscy „zrezygnowali z martyrologii (opuszczając na przykład całą historię nieszczęść rodziny Rudeckich), żeby zaakcentować nie »zwalenie się idei« powstania, ale właśnie jej trwałą wartość”. Lubelski podkreślił, że Wierna rzeka Chmielewskich „jako pierwsza w powojennym kinie podejmowała problematykę wielkich dziewiętnastowiecznych powstań narodowych”.
W retrospektywnej recenzji z 2022 roku Agnieszka Czarkowska-Krupa z portalu OldCamera.pl, uznając utwór Chmielewskich za dzieło „wybitne”, podkreśliła progresywne przesłanie adaptacji utworu Żeromskiego: „panna Brynicka jest ofiarą zarówno niesprawiedliwej historii, jak i niedojrzałego mężczyzny, który nie potrafi w pełni docenić głębi uczuć, jakimi został obdarzony”. Czarkowska-Krupa porównała „egoistyczną” postawę Odrowąża względem Brynickiej z „autentycznym” uczuciem Wiesnicyna: „Pierwszy nie potrafi dla miłości porzucić konwenansów swojej sfery i ożenić się ze zwykłą panną szlachcianką. Drugi, mimo że jest przedstawicielem wrogiej armii, postępuje wbrew rozkazom i chęci osobistej zemsty, darując obojgu życie”.

### Nagrody
| Rok  | Festiwal/instytucja                  | Nominacja            | Nominowani          | Wynik   |
| ---- | ------------------------------------ | -------------------- | ------------------- | ------- |
| 1987 | Festiwal Polskich Filmów Fabularnych | Srebrne Lwy Gdańskie | Tadeusz Chmielewski | Wygrana |
| 1987 | Festiwal Polskich Filmów Fabularnych | Nagroda za muzykę    | Jerzy Matuszkiewicz | Wygrana |